# Les Livres de Corum
 (janvier 2023).
- Si vous ne connaissez pas le sujet, laissez ce bandeau (vous pouvez alors contacter les auteurs).
- Si vous supprimez le contenu mis en cause (vous pouvez préalablement contacter les auteurs),

argumentez précisément cette suppression dans la page de discussion
(un manque de référence n'est pas un argument ; une recherche réelle de référence doit avoir été effectuée, être formellement documentée).
Les Livres de Corum est une série d’heroic fantasy écrite par Michael Moorcock et publiée entre 1971 et 1974. Elle se compose de deux trilogies et suit les aventures de Corum Jhaelen Irsei, l'une des incarnations du Champion éternel.

## Publication
Les aventures de Corum sont relatées dans deux trilogies :
- La Trilogie des épées :

1. Le Chevalier des épées, OPTA, 1973 ((en) The Knight of the Swords, 1971)Prix August Derleth 1972
2. La Reine des épées, OPTA, 1973 ((en) The Queen of the Swords, 1971)
3. Le Roi des épées, OPTA, 1973 ((en) The King of the Swords, 1971)Prix August Derleth 1973

- Les Chroniques de Corum :

1. La Lance et le Taureau, L'Atalante, 1989 ((en) The Bull and the Spear, 1973)
2. Le Chêne et le Bélier, L'Atalante, 1989 ((en) The Oak and the Ram, 1973)
3. Le Glaive et l'Étalon, L'Atalante, 1989 ((en) The Sword and the Stallion, 1974)Prix August Derleth 1975

## Résumé

### La Trilogie des épées
Les aventures de Corum prennent place sur les Quinze Plans, une région du Multivers entièrement soumise aux Seigneurs du Chaos, surnommés « Seigneurs des épées » : Arioch, le Chevalier des épées ; Xiombarg, la Reine des épées ; et Mabelode, le Roi des épées. Le héros, Corum Jhaelen Irsei, « le Prince à la robe écarlate », appartient à l'antique race des Vadhaghs. De longues guerres ont opposé les Vadhaghs aux Nhadrags, mais à l'époque du récit, ces conflits sont depuis longtemps oubliés et les deux races se consacrent principalement à l'introspection et aux arts.
Cette situation pacifique vole en éclats avec l'apparition de la race humaine, les Mabdens. Barbares et cruels, les Mabdens du comte Glandyth-a-Krae, serviteurs du Chaos, ravagent les cités des Nhadrags et les châteaux des Vadhaghs. Seul survivant de la destruction du château familial d'Erorn, Corum est capturé par Glandyth, qui le soumet à la torture. Corum y perd sa main gauche et son œil droit avant de parvenir à s'enfuir. Il est recueilli par la margravine Rhalina du mont Moidel, une Mabden dont il s'éprend.
Le sorcier Shool remet à Corum les moyens d'assouvir sa vengeance : la Main de Kwll et l'Œil de Rhynn, deux artefacts qui appartenaient à d'antiques dieux et qui permettent au Vadhagh d'avoir recours à des pouvoirs occultes. Grâce à eux, Corum parvient à entrer dans le château d'Arioch et à détruire son cœur, le bannissant ainsi des Cinq Plans. Accompagné de Rhalina et du jovial Jhary-a-Conel, Corum participe ensuite à l'élimination des autres Maîtres des épées, Xiombarg et Mabelode, avec l'aide des Vadhaghs de la Cité dans la Pyramide pour la première et avec celle des dieux Kwll et Rhynn pour le second. Il parvient également à vaincre Gaynor le Damné, un important serviteur du Chaos, ainsi qu'à assouvir sa vengeance en tuant le comte Glandyth-a-Krae. La trilogie s'achève sur un monde débarrassé de ses dieux, qu'ils soient de la Loi ou du Chaos, et où l'entente règne entre Vadhaghs et Mabdens.

### Les Chroniques de Corum
Plusieurs décennies plus tard, Corum vit dans une complète solitude depuis la mort de Rhalina. Il s'est forgé une main d'argent pour remplacer celle qu'il a perdu et dissimule son œil manquant derrière un bandeau. Alors qu'il se morfond, il est invoqué par les Tuha-na-Cremm Croich, un clan de Mabdens d'un futur lointain, qui ont besoin de son aide pour lutter contre les Fhoi Myore, sept géants qui commandent les forces du froid et qui menacent d'engloutir le monde dans un hiver perpétuel. Le Vadhagh se met au service du roi Mannach et s'éprend de sa fille Medhbh, qui lui rappelle Rhalina.
La quête de Corum consiste à retrouver d'antiques objets magiques jadis perdus par les Mabdens. Le premier, la lance Bryionak, lui permet d'invoquer le Taureau de Crinanass et de le lancer contre les armées des Fhoi Myore qui menaçaient d'anéantir Caer Mahlod, la capitale du roi Mannach. Corum sauve ensuite le grand roi Amergin, le seul capable d'unir tous les Mabdens contre la menace des Fhoi Myore, avec l'aide de la Femme Chêne et du Bélier d'Argent. Durant ces aventures, Corum reçoit l'aide du nain Goffanon et du cavalier Ilbric, membres d'une race apparentée aux Vadhaghs, ainsi que celle de Jhary-a-Conel. Outre les légions du froid, il doit lutter contre Calatin, un sorcier mabden qui ne sert que lui-même, ainsi que contre Gaynor le Damné, qui a rallié les Fhoi Myore.
Alors qu'une grande bataille contre les Fhoi Myore se prépare, Corum décide de partir avec Ilbric quérir l'aide des Malibann, une race d'anciens sorciers aux desseins troubles. Durant son absence, les Mabdens sont vaincus et abusés par le Karach, un double de Corum créé par le sorcier Calatin. Le Vadhagh parvient à se dédouaner et les Fhoi Myore sont finalement vaincus. Après la victoire, Corum retourne aux ruines du château d'Erorn, là où il avait été invoqué, et il y retrouve son double pour un ultime duel dont il sort vainqueur. Son triomphe est de courte durée : il est tué à son tour par sa propre main d'argent, laissant ainsi pour de bon le monde sans dieux ni demi-dieux.